# Steen Svare
Steen Svare (født 8. december 1955) er en dansk sanger og guitarist, som har spillet sammen med Charlatan, Frede Fup, KGB, Family Jewels, Skunk Funk og Burnin Red Ivanhoe, samt været brugt som studiemusiker i alverdens sammenhænge. Har også været brugt som skuespiller. Er fra 1996 med i TYG.